# Johann Ludwig Meil

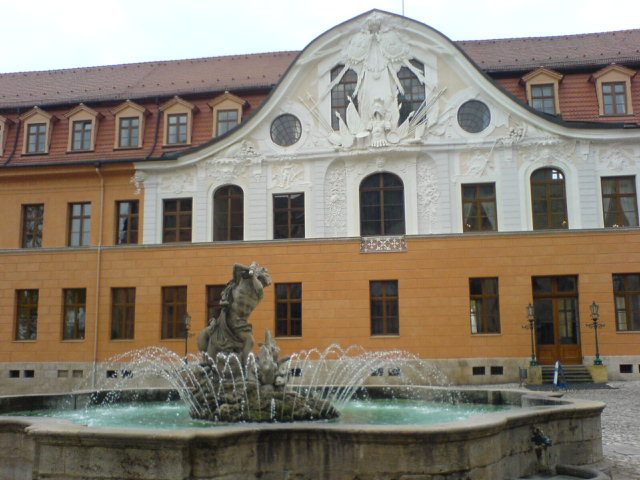
Die Hofseite des Westflügels von Schloss Sondershausen, davor der Herkulesbrunnen von Meil

Johann Ludwig Meil (* 1729 in Arnstadt; † 1772 in Ilfeld) war ein deutscher Zeichner, Maler und Bildhauer. Er war der Sohn des Bildhauers Heinrich Christoph Meil.

## Leben
Meil wurde Zeichenmeister an der Klosterschule Ilfeld. Er stand in kurfürstlich-hannoverischen Diensten und fertigte mehrere Gemälde, Reliefs und Brunnenfiguren. Einige seiner Arbeiten sind heute im Hof und im Schlossmuseum Sondershausen, wo er 1769 zeitweilig tätig war, und im Museum der Stadt Arnstadt zu finden. Die Kirche in Niederwillingen besitzt ein 1772 fertiggestelltes Altarbild von ihm. Auf dem Postplatz in Nordhausen steht ein Brunnen mit einem von Meil geschaffenen Meerpferd.